# Балтийское небо (фильм)
«Балтийское небо» — двухсерийный художественный фильм, снятый в 1960 году режиссёром Владимиром Венгеровым по одноимённому роману Николая Чуковского.

## Сюжет
Фильм о блокаде Ленинграда, о драматических буднях 1941 и весны 1942 года. В центре картины — судьба эскадрильи истребителей И-16 одного из полков ВВС КБФ под командованием капитана Рассохина (роль Михаила Ульянова). Гибнут боевые товарищи — Байсеитов, комиссар эскадрильи Кабанков.

Погибает и сам комэск, его заменяет недавно прибывший на фронт майор Лунин, бывший лётчик гражданской авиации. Галерею лиц-героев дополняет персонаж 33-летнего Павла Луспекаева — лётчик Кузнецов. Дебошир, исключенный за злоупотребление спиртным из военного училища, на фронте получает боевую закалку и погибает.
Важной линией в фильме является история любви юной ленинградки Сони (Людмила Гурченко) и лётчика Татаренко (Олег Борисов). У Сони умирают мать и дедушка, она остаётся с 9-летним братишкой, на её юных плечах судьба города. Блокадные будни заставляли быстро взрослеть. Встреча с Татаренко стала для Сони новым обретением себя. Бравый лётчик отлично воевал, был ранен, прошёл госпиталь и вновь вступает в боевой строй, заменяя погибших товарищей. Для этих молодых впереди два долгих года войны… А пока они идут по мостам сквозь белые ночи по городу Ленинграду — городу, невзирая на военные трудности их молодости, надежды и славы боевой.

## В ролях
- Пётр Глебов — Константин Игнатьевич Лунин
- Всеволод Платов — Николай Серов, лётчик
- Михаил Ульянов — Рассохин, лётчик, капитан
- Ролан Быков — Кабанков, комиссар эскадрильи
- Михаил Козаков — Байсеитов, лётчик
- Николай Ключнев — Чепёлкин, лётчик
- Эве Киви — Хильда, повар на военном аэродроме
- Инна Кондратьева — Мария Сергеевна
- Александр Виолинов — Медников, профессор
- Людмила Гурченко — Соня Быстрова
- Витя Перевалов — Слава Быстров
- Фёдор Шмаков — Уваров, комиссар дивизии
- Павел Усовниченко — Проскуряков, командир
- Пантелеймон Крымов — Ховрин, редактор газеты
- Олег Борисов — Илья Татаренко, лётчик (2 серия)
- Павел Луспекаев — Антон Кузнецов, лётчик (2 серия)
- Владислав Стржельчик — Громеко, военврач (2 серия)

### В эпизодах
- Людмила Волынская — Анна Степановна
- Валентина Чемберг — Антонина Трофимовна
- Владимир Волчик — парторг
- Степан Крылов — Шарапов, военный моряк
- Борис Аракелов — шофёр, сержант
- Георгий Жжёнов — шофёр
- Иван Селянин — блокадник
- Серёжа Шабанов
- Марина Блинова
- Василий Волков
- Лилия Гурова
- Михаил Ладыгин
- П. Усовиченко
- Игорь Боголюбов — лётчик
- Евгений Горюнов — корреспондент «Красной Звезды»
- Ю. Шишкин
- Виктор Харитонов — Рябушкин, лётчик
- Александр Кавалеров — ребёнок-блокадник дебют в кино (нет в титрах)
- Владимир Васильев — дистрофик (нет в титрах)

## Съёмочная группа
- Автор сценария: Николай Чуковский
- Режиссёр: Владимир Венгеров
- Оператор: Генрих Маранджян
- Художник: Виктор Волин
- Композитор: Исаак Шварц
- Звукооператор: Евгений Нестеров
- Второй режиссёр: Алексей Герман

## История создания
- Первоначально режиссёром фильма планировался Александр Иванов, но в связи с загруженностью его на съёмках фильма «Поднятая целина» выбор пал на Венгерова.
- Во время съёмок воздушных сцен вместо истребителей Ла-5 использовались самолёты Як-18П, вместо И-16 — Як-11, конструктивно доработанные для большего сходства с самолётом-прототипом[1]. Также были изготовлены миниатюрные макеты И-16, «юнкерсов» и «мессершмиттов», крейсеров, эсминцев, железнодорожных мостов[2].
- В съёмках картины по просьбе кинооператоров активное участие приняли ленинградские авиамоделисты:

  …— Нам нужны были точные копии самолётов военных лет, — сказали они мастеру спорта А. Кузнецову. — Они должны летать, вести бой, сбрасывать бомбы… Сможете помочь?
  — Попробуем, — ответил А. Кузнецов, инструктор окружного Дворца пионеров… Необычный «Воздушный флот» начали строить лучшие спортсмены Ленинграда — А. Кузнецов, В. Наталенко, Г. Васильев, В. Симонов, Н. Феофанов и другие.

  Через некоторое время на студию «Ленфильм» были доставлены модели — макеты советских истребителей, а также фашистских самолётов. После нескольких тренировок начались съёмки.  Шестнадцать раз выезжали авиамоделисты на лёд Финского залива, на озеро возле Сестрорецка. Здесь по сигналу операторов поднимались в воздух авиамодели. Они совершили сотни «боевых вылетов».

  А для того чтобы показать, как из сбитого самолёта пилот выбрасывается на парашюте, Кузнецов и его товарищи сконструировали специальное приспособление. Оно позволяло в определённый момент открывать сбоку модели дверцу кабины «пилота» и выбрасывать его фигурку, над которой вскоре вспыхивал белый купол.

  Творческий коллектив киностудии «Ленфильм» поблагодарил авиамоделистов за помощь.— «Лети, модель!». Издательство ДОСААФ. Москва, 1969. Стр 34.
- Создатели фильма для достоверности происходящего пошли даже на то, чтобы утопить настоящий грузовик. По воспоминаниям оператора Генриха Маранджяна:

В «Балтийском небе» мы утопили подо льдом, в мороз, настоящий автомобиль, причём с зажжёнными фарами, которые медленно гаснут под водой. Несколько дней мучился, готовясь к съёмке. В ход пошли шланги, провода, аккумуляторы, тяжёлые болванки для груза, картонные коробки. Выпросил на аэродроме у знакомого пилота самолётные фары…
- В картине в ролях малолетних персонажей снялись Александр Кавалеров (ребёнок-блокадник, дебютная роль) и Виктор Перевалов (Славка Быстров).
- Автор романа Николай Чуковский был недоволен экранизацией и даже отправил открытое письмо в «Литературную газету» с характерным заголовком «Бесцеремонность», требуя снять фильм с кинопроката[4].

## Интересные факты
- Книга Николая Чуковского была написана под впечатлением фронтовых будней, в частности проведённых им в качестве военкора в 3-м гвардейском истребительном авиационном полку ВВС КБФ под Ленинградом в 1942 году[5]. Герой Советского Союза Георгий Дмитриевич Костылев выведен в книге как Константин Лунин[6][7].
- Фильм был одним из лидеров кинопроката в СССР (1961, 5-е место) — 38,6 + 33,0 млн зрителей (соответственно 1-я и 2-серия).
- Фильм был представлен на Международном кинофестивале в Венеции, для чего туда был командирован режиссёр Венгеров.